# Charlotte Sieling
Charlotte Sieling (født 13. juli 1960 i København) er en dansk skuespiller og instruktør. Hun har haft mange roller på både teater og i film, men er for alvor slået igennem kunstnerisk som instruktør på tv-serierne Rejseholdet og Krøniken.
Charlotte Sieling blev uddannet skuespiller i 1985 fra Statens Teaterskole, og hun har gennemført Filmskolens manuskriptuddannelse i 1996.
Hun var i flere år gift med Peter Langdal, med hvem hun har to børn.

## Filmografi
Charlotte har udover nogle svenske produktioner deltaget i følgende danske indspilninger.

### Film (skuespiller)
- Oviri (1986)
- Mord i Paradis (1988)
- Notater om kærligheden (1989)
- Farlig leg (1990)
- Det bli'r i familien (1993)
- Frække Frida og de frygtløse spioner (1994)
- Farligt venskab (1995)
- Elsker, elsker ikke (1995)
- Carmen og Babyface (1995)
- En loppe kan også gø (1996)
- De fem benspænd (2003)
- Anklaget (2005)
- Supervoksen (2006)
- Happy ending (2018)

### Film (instruktør)
- Tut & Tone (1999)
- Mesteren (2017)
- Margrete den Første (2021)
- Vejen hjem (2024)

### Tv-serier (skuespiller)
- Gøngehøvdingen (3 episoder, 1992)
- Taxa (1 episode, 1998)
- Rejseholdet (1 episode, 2002)

### Tv-serier (instruktør)
- Rejseholdet (8 episoder, 2000-02)
- Krøniken (12 episoder, 2004-05)
- Forbrydelsen (1 episode, 2007)
- Broen (4 episoder, 2011)